# John Alexander
John Gilbert Alexander (Sydney, 4 de juliol de 1951) és un exjugador de tennis i polític australià.
En el seu palmarès destaquen dos títols de Grand Slam en la modalitat de dobles masculins, concretament l'Open d'Austràlia els anys 1975 i 1982. Va formar part de l'equip australià de Copa Davis durant molts anys i, especialment en l'edició de 1977 que es va endur el títol.
Després de la seva retirada va treballar com a comentarista i va dirigir diverses empreses relacionades amb l'esport. També va ser nomenat de l'equip australià de la Fed Cup. Posteriorment va entrar en el Partit Liberal d'Austràlia, es va imposar en la circumscripció de Bennelong l'any 2010 i, en el 2017 va entrar a la Cambra de Representants d'Austràlia.

## Biografia
Fill de Gilbert Alexander, d'origen anglès però que es va traslladar a Austràlia quan tenia tres anys.
Després de la seva retirada va exercir com a comentarista esportiu per Channel 7 i la BBC durant vint anys. Paral·lelament va dirigir l'empresa Next Generation Clubs Australia, mitjançant la qual va dissenyar i construir diversos clubs de fitness, entre els quals destaca el Ryde Aquatic Centre (Sydney), on es van disputar els partits de waterpolo dels Jocs Olímpics d'Estiu de 2000. Aquesta empresa també va dissenyar el Memorial Drive Park d'Adelaida i el Royal King's Park de Perth. Alexander va dirigir altres empreses més petites relacionades amb productes esportius.
Alexander va entrar en la política local en les eleccions de l'any 2010 com a candidat del Partit Liberal d'Austràlia, i es va imposar en la circumscripció de Bennelong. L'any 2013 va entrar a Cambra de Representants d'Austràlia. En el 2017 es va fer públic que Alexander tenia doble nacionalitat britànica-australiana a causa de l'origen del seu pare, i Alexander va haver de renunciar a la seva posició per aquest fet. Poc temps després va renunciar a la nacionalitat britànica i novament va poder elegible en les eleccions de 2017, que novament va guanyar a Bennelong, i recuperar el seu lloc a la Cambra de Representants.
Mentre va residir als Estats Units, va estar casat amb la model i exnadadora olímpica Rosemary Brown durant deu anys. El matrimoni va tenir tres fills: Emily (1990), Georgia (1991) and Charles (1994). Llavors es va traslladar a la localitat australiana d'Epping.
El gener de 1992 fou guardonat amb la Medalla de l'Orde d'Austràlia, i l'agost de 2000 amb la medalla esportiva australiana.

## Torneigs de Grand Slam

### Dobles masculins: 7 (2−5)
| Resultat  | Núm. | Any  | Campionat            | Parella         | Oponents                       | Marcador                |
| --------- | ---- | ---- | -------------------- | --------------- | ------------------------------ | ----------------------- |
| Finalista | 1.   | 1970 | Open d'Austràlia     | Phil Dent       | Robert Lutz Stan Smith         | 6−8, 3−6, 4−6           |
| Finalista | 2.   | 1972 | Open d'Austràlia (2) | Phil Dent       | John Newcombe Malcolm Anderson | 3−6, 4−6, 6−7           |
| Guanyador | 1.   | 1974 | Open d'Austràlia     | Phil Dent       | Robert Carmichael Allan Stone  | 6−3, 7−6                |
| Finalista | 3.   | 1975 | Roland Garros        | Phil Dent       | Brian Gottfried Raúl Ramírez   | 2−6, 6−2, 2−6, 4−6      |
| Finalista | 4.   | 1977 | Wimbledon            | Phil Dent       | Geoff Masters Ross Case        | 3−6, 4−6, 6−3, 9−8, 4−6 |
| Finalista | 5.   | 1977 | Open d'Austràlia (3) | Phil Dent       | Ray Ruffels Allan Stone        | 6−7, 6−7                |
| Guanyador | 2.   | 1982 | Open d'Austràlia (2) | John Fitzgerald | Andy Andrews John Sadri        | 6−4, 7−6                |

## Palmarès

### Individual: 27 (7−20)
| Títols per superfície |
| --------------------- |
| Dura (3−6)            |
| Gespa (2−1)           |
| Terra batuda (1−5)    |
| Moqueta (0−4)         |

| Resultat  | Núm. | Data                   | Torneig                    | Superfície   | Oponent           | Marcador            |
| --------- | ---- | ---------------------- | -------------------------- | ------------ | ----------------- | ------------------- |
| Finalista | 1.   | 10 d'agost de 1970     | Kitzbühel, Àustria         | Terra batuda | Željko Franulović | 4−6, 7−9, 4−6       |
| Finalista | 2.   | 11 de gener de 1971    | Hobart, Austràlia          | Dura         | Alex Metreveli    | 6−7, 3−6, 6−4, 3−6  |
| Finalista | 3.   | 18 de gener de 1971    | Sydney, Austràlia          | Dura         | Phil Dent         | 3−6, 4−6, 4−6       |
| Finalista | 4.   | 17 de maig de 1971     | Teheran, Iran              | Terra batuda | Marty Riessen     | 7−6, 1−6, 3−6, 6−7  |
| Finalista | 5.   | 2 de desembre de 1972  | Johannesburg, Sud-àfrica   | Dura         | John Newcombe     | 1−6, 6−7            |
| Finalista | 6.   | 23 d'abril de 1973     | Göteborg, Suècia           | Moqueta (i)  | Stan Smith        | 7−5, 4−6, 2−6       |
| Finalista | 7.   | 17 de setembre de 1973 | Seattle, Estats Units      |              | Tom Okker         | 5−7, 4−6            |
| Finalista | 8.   | 18 de gener de 1974    | Lakeway, Estats Units      | Dura         | Cliff Richey      | 6−7, 1−6            |
| Finalista | 9.   | 15 d'abril de 1974     | Johannesburg (2)           | Dura         | Andrew Pattison   | 3−6, 5−7            |
| Guanyador | 1.   | 17 de febrer de 1975   | Fort Worth, Estats Units   | Dura         | Dick Stockton     | 7−6(2), 4−6, 6−3    |
| Finalista | 10.  | 24 de març de 1975     | Atlanta, Estats Units      | Moqueta (i)  | Mark Cox          | 3−6, 6−7            |
| Guanyador | 2.   | 31 de març de 1975     | Tucson, Estats Units       | Dura         | Ilie Năstase      | 7−5, 6−2            |
| Finalista | 11.  | 21 de juliol de 1975   | Chicago, Estats Units      | Moqueta (i)  | Roscoe Tanner     | 1−6, 7−6, 6−7       |
| Finalista | 12.  | 14 de març de 1977     | Saint Louis, Estats Units  |              | Jimmy Connors     | 6−7, 2−6            |
| Guanyador | 3.   | 1 d'agost de 1977      | North Conway, Estats Units | Terra batuda | Manuel Orantes    | 2−6, 6−4, 6−4       |
| Finalista | 13.  | 31 de juliol de 1978   | North Conway               | Terra batuda | Eddie Dibbs       | 4−6, 4−6            |
| Finalista | 14.  | 31 de juliol de 1978   | Louisville, Estats Units   |              | Harold Solomon    | 2−6, 2−6            |
| Finalista | 15.  | 9 d'octubre de 1978    | Brisbane, Austràlia        | Gespa        | Mark Edmondson    | 4−6, 6−7            |
| Finalista | 16.  | 26 de març de 1979     | Milà, Itàlia               | Moqueta (i)  | John McEnroe      | 4−6, 3−6            |
| Finalista | 17.  | 2 d'abril de 1979      | Niça, França               | Terra batuda | Víctor Pecci      | 3−6, 2−6, 5−7       |
| Guanyador | 4.   | 23 de juliol de 1979   | Louisville                 |              | Terry Moor        | 7−6, 6−7, 3−3, ret. |
| Finalista | 18.  | 10 de setembre de 1979 | Atlanta (2)                | Dura         | Eliot Teltscher   | 3−6, 6−4, 2−6       |
| Guanyador | 5.   | 14 de juny de 1982     | Bristol, Regne Unit        | Gespa        | Tim Mayotte       | 6−3, 6−4            |
| Guanyador | 6.   | 13 de desembre de 1982 | Sydney, Austràlia          | Gespa        | John Fitzgerald   | 4−6, 7−6, 6−4       |
| Guanyador | 7.   | 10 de gener de 1983    | Auckland, Nova Zelanda     | Dura         | Russell Simpson   | 6−4, 6−3, 6−3       |
| Finalista | 19.  | 13 de setembre de 1983 | Palerm, Itàlia             | Terra batuda | Mario Martínez    | 4−6, 5−7            |
| Finalista | 20.  | 25 de juliol de 1983   | South Orange, Estats Units |              | Brad Drewett      | 6−4, 4−6, 6−7       |

### Dobles masculins: 54 (28−26)
| Títols per superfície |
| --------------------- |
| Dura (4−6)            |
| Gespa (7−8)           |
| Terra batuda (10−6)   |
| Moqueta (3−4)         |

| Resultat  | Núm. | Data                   | Torneig                      | Superfície   | Parella         | Oponents                         | Marcador                |
| --------- | ---- | ---------------------- | ---------------------------- | ------------ | --------------- | -------------------------------- | ----------------------- |
| Finalista | 1.   | 29 de desembre de 1968 | Perth, Austràlia             | Dura         | Phil Dent       | Marty Riessen Ken Rosewall       | 3−6, 5−7, 6−3, 5−7      |
| Finalista | 2.   | 19 de gener de 1970    | Open d'Austràlia, Austràlia  | Gespa        | Phil Dent       | Robert Lutz Stan Smith           | 3−6, 6−8, 3−6           |
| Finalista | 3.   | 3 d'agost de 1970      | Hilversum, Països Baixos     | Dura         | Phil Dent       | Bill Bowrey Owen Davidson        | 3−6, 4−6, 2−6           |
| Guanyador | 1.   | 10 d'agost de 1970     | Kitzbühel, Àustria           | Terra batuda | Phil Dent       | Željko Franulović Jan Kodeš      | 10−8, 6−2, 6−4          |
| Guanyador | 2.   | 18 de gener de 1971    | Sydney, Austràlia            | Gespa        | Phil Dent       | Mal Anderson Alex Metreveli      | 6−7, 2−6, 6−3, 7−6, 7−6 |
| Guanyador | 3.   | 17 de maig de 1971     | Hamburg, Alemanya Occidental | Terra batuda | Andrés Gimeno   | Dick Crealy Allan Stone          | 6−4, 7−5, 7−9, 6−4      |
| Guanyador | 4.   | 12 de juliol de 1971   | Gstaad, Suïssa               | Terra batuda | Phil Dent       | John Newcombe Tom Okker          | 5−7, 6−3, 6−4           |
| Guanyador | 5.   | 20 de setembre de 1971 | Los Angeles, Estats Units    | Terra batuda | Phil Dent       | Frank Froehling Clark Graebner   | 7−6, 6−4                |
| Finalista | 4.   | 11 d'octubre de 1971   | Vancouver, Canadà            | Dura         | Phil Dent       | Roy Emerson Rod Laver            | 7−5, 7−6, 0−6, 5−7, 6−7 |
| Finalista | 5.   | 9 d'abril de 1972      | Quebec, Canadà               | Dura (i)     | Terry Addison   | Robert Carmichael Ray Ruffels    | 6−4, 3−6, 5−7           |
| Finalista | 6.   | 3 de juliol de 1972    | Saint Louis, Estats Units    | Moqueta (i)  | Phil Dent       | John Newcombe Tony Roche         | 6−7, 6−3, 4−6           |
| Guanyador | 6.   | 10 de juliol de 1972   | Bretton Woods, Estats Units  | Dura         | Fred Stolle     | Nikola Pilić Cliff Richey        | 7−6, 7−6                |
| Guanyador | 7.   | 31 de juliol de 1972   | Louisville, Estats Units     | Terra batuda | Phil Dent       | Arthur Ashe Robert Lutz          | 6−4, 6−3                |
| Finalista | 7.   | 26 de desembre de 1972 | Open d'Austràlia (2)         | Gespa        | Phil Dent       | John Newcombe Tony Roche         | 3−6, 4−6, 6−7           |
| Guanyador | 8.   | 12 de febrer de 1973   | Toronto, Canadà              |              | Phil Dent       | Roy Emerson Rod Laver            | 3−6, 6−4, 6−4, 6−2      |
| Finalista | 8.   | 9 d'abril de 1973      | Brussel·les, Bèlgica         | Moqueta      | Phil Dent       | Robert Lutz Stan Smith           | 4−6, 6−7                |
| Guanyador | 9.   | 6 d'agost de 1973      | Cincinnati, Estats Units     | Terra batuda | Phil Dent       | Brian Gottfried Raúl Ramírez     | 1−6, 7−6, 7−6           |
| Finalista | 9.   | 28 de gener de 1974    | Richmond, Estats Units       | Moqueta      | Phil Dent       | Nikola Pilić Allan Stone         | 3−6, 6−3, 6−7           |
| Guanyador | 10.  | 4 de març de 1974      | Miami, Estats Units          |              | Phil Dent       | Tom Okker Marty Riessen          | 4−6, 6−4, 7−5           |
| Guanyador | 11.  | 8 d'abril de 1974      | Montecarlo, Mònaco           | Terra batuda | Phil Dent       | Manuel Orantes Tony Roche        | 7−6, 4−6, 7−6, 6−3      |
| Finalista | 10.  | 23 de setembre de 1974 | San Francisco, Estats Units  | Moqueta (i)  | Syd Ball        | Robert Lutz Stan Smith           | 5−7, 7−6(4), 4−6        |
| Guanyador | 12.  | 21 de desembre de 1974 | Open d'Austràlia             | Gespa        | Phil Dent       | Robert Carmichael Allan Stone    | 6−3, 7−6                |
| Finalista | 11.  | 17 de febrer de 1975   | Fort Worth, Estats Units     | Dura         | Phil Dent       | Robert Lutz Stan Smith           | 7−6(2), 6−7(0), 3−6     |
| Guanyador | 13.  | 24 de febrer de 1975   | San Antonio, Estats Units    | Dura         | Phil Dent       | Mark Cox Cliff Drysdale          | 7−6, 4−6, 6−4           |
| Finalista | 12.  | 14 d'abril de 1975     | Tòquio, Japó                 |              | Phil Dent       | Robert Lutz Stan Smith           | 4−6, 7−6(6), 2−6        |
| Guanyador | 14.  | 12 de maig de 1975     | Las Vegas, Estats Units      | Dura         | Phil Dent       | Robert Carmichael Cliff Drysdale | 6−1, 6−4                |
| Finalista | 13.  | 2 de juny de 1975      | Roland Garros, França        | Terra batuda | Phil Dent       | Brian Gottfried Raúl Ramírez     | 2−6, 6−2, 2−6, 4−6      |
| Guanyador | 15.  | 21 de juliol de 1975   | Chicago, Estats Units        | Moqueta (i)  | Phil Dent       | Mike Cahill John Whitlinger      | 6−3, 6−4                |
| Finalista | 14.  | 4 d'agost de 1975      | North Conway, Estats Units   | Terra batuda | Phil Dent       | Haroon Rahim Erik van Dillen     | 6−7, 6−7                |
| Guanyador | 16.  | 14 de gener de 1976    | Atlanta, Estats Units        | Moqueta (i)  | Phil Dent       | Wojtek Fibak Karl Meiler         | 6−3, 6−4                |
| Finalista | 15.  | 16 de febrer de 1976   | Saint Louis (2)              |              | Phil Dent       | Brian Gottfried Raúl Ramírez     | 4−6, 2−6                |
| Guanyador | 17.  | 19 d'abril de 1976     | Denver, Estats Units         |              | Phil Dent       | Jimmy Connors Billy Martin       | 6−7, 6−2, 7−5           |
| Finalista | 16.  | 11 d'abril de 1977     | Houston, Estats Units        | Terra batuda | Phil Dent       | Ilie Năstase Adriano Panatta     | 3−6, 4−6                |
| Finalista | 17.  | 20 de juny de 1977     | Wimbledon, Regne Unit        | Gespa        | Phil Dent       | Geoff Masters Ross Case          | 3−6, 4−6, 6−3, 9−8, 4−6 |
| Guanyador | 18.  | 11 de juliol de 1977   | Cincinnati (2)               | Terra batuda | Phil Dent       | Bob Hewitt Roscoe Tanner         | 6−3, 7−6                |
| Guanyador | 19.  | 18 de juliol de 1977   | Washington DC (2)            | Terra batuda | Phil Dent       | Fred McNair Sherwood Stewart     | 7−5, 7−5                |
| Guanyador | 20.  | 25 de juliol de 1977   | Louisville (2)               |              | Phil Dent       | Chris Kachel Cliff Letcher       | 6−1, 6−4                |
| Finalista | 18.  | 5 de desembre de 1977  | Adelaida, Austràlia          | Gespa        | Phil Dent       | Syd Ball Kim Warwick             | 6−3, 6−7, 4−6           |
| Guanyador | 21.  | 12 de desembre de 1977 | Sydney (2)                   | Gespa        | Phil Dent       | Ray Ruffels Allan Stone          | 7−6, 2−6, 6−3           |
| Finalista | 19.  | 19 de desembre de 1977 | Open d'Austràlia (3)         | Gespa        | Phil Dent       | Ray Ruffels Allan Stone          | 6−7, 6−7                |
| Guanyador | 22.  | 10 de juliol de 1978   | Forest Hills, Estats Units   | Terra batuda | Phil Dent       | Fred McNair Sherwood Stewart     | 7−6, 7−6                |
| Guanyador | 23.  | 21 d'agost de 1978     | Atlanta (2)                  | Dura         | Butch Walts     | Mike Cahill Marcello Lara        | 3−6, 6−4, 7−6           |
| Guanyador | 24.  | 18 de setembre de 1978 | Los Angeles (2)              | Moqueta (i)  | Phil Dent       | Fred McNair Raúl Ramírez         | 6−3, 7−6                |
| Guanyador | 25.  | 9 d'octubre de 1978    | Brisbane, Austràlia          | Gespa        | Phil Dent       | Syd Ball Allan Stone             | 6−3, 7−6                |
| Finalista | 20.  | 16 d'abril de 1979     | Houston (2)                  | Terra batuda | Geoff Masters   | Gene Mayer Sherwood Stewart      | 1−6, 7−5, 4−6           |
| Finalista | 21.  | 10 de desembre de 1979 | Adelaida (2)                 | Gespa        | Phil Dent       | Colin Dibley Chris Kachel        | 7−6, 6−7, 4−6           |
| Finalista | 22.  | 23 de febrer de 1981   | Ciutat de Mèxic, Mèxic       | Terra batuda | Ross Case       | Marty Davis Chris Dunk           | 3−6, 4−6                |
| Finalista | 23.  | 29 de setembre de 1981 | Maui, Estats Units           | Dura         | Jim Delaney     | Tony Graham Matt Mitchell        | 3−6, 6−3, 6−7           |
| Guanyador | 26.  | 2 de desembre de 1982  | Open d'Austràlia (2)         | Gespa        | John Fitzgerald | Andy Andrews John Sadri          | 6−4, 7−6                |
| Guanyador | 27.  | 13 de desembre de 1982 | Sydney (3)                   | Gespa        | John Fitzgerald | Cliff Letcher Craig Miller       | 6−4, 7−6                |
| Guanyador | 28.  | 13 de juny de 1983     | Bristol, Regne Unit          | Gespa        | John Fitzgerald | Tom Gullikson Johan Kriek        | 7−5, 6−4                |
| Finalista | 24.  | 14 de maig de 1984     | Roma, Itàlia                 | Terra batuda | Mike Leach      | Ken Flach Robert Seguso          | 6−3, 3−6, 4−6           |
| Finalista | 25.  | 18 de juny de 1984     | Bristol                      | Gespa        | John Fitzgerald | Larry Stefanki Robert Van't Hof  | 4−6, 7−5, 7−9           |
| Finalista | 26.  | 17 de juny de 1985     | Bristol (2)                  | Gespa        | Russell Simpson | Eddie Edwards Danie Visser       | 4−6, 6−7                |

### Dobles mixts: 1 (0−1)
| Resultat  | Núm. | Data                 | Torneig                    | Superfície | Parella     | Oponents                     | Marcador |
| --------- | ---- | -------------------- | -------------------------- | ---------- | ----------- | ---------------------------- | -------- |
| Finalista | 1.   | 13 de juliol de 1970 | Frinton-On-Sea, Regne Unit | Gespa      | Winnie Shaw | Ann Haydon-Jones Hank Irvine | Renúncia |

### Equips: 2 (1−1)
| Resultat  | Núm. | Data                        | Torneig                         | Superfície | Equip                             | Oponents                                                              | Marcador |
| --------- | ---- | --------------------------- | ------------------------------- | ---------- | --------------------------------- | --------------------------------------------------------------------- | -------- |
| Finalista | 1.   | 26 − 28 de desembre de 1968 | Copa Davis, Adelaida, Austràlia | Gespa      | Bill Bowrey Phil Dent Ray Ruffels | Arthur Ashe Clark Graebner Bob Lutz Stan Smith                        | 1−4      |
| Guanyador | 1.   | 2 − 4 de desembre de 1977   | Copa Davis, Sydney, Austràlia   | Gespa      | Ross Case Phil Dent Tony Roche    | Corrado Barazzutti Paolo Bertolucci Adriano Panatta Antonio Zugarelli | 3−1      |

## Trajectòria

### Individual
| Open d'Austràlia | 2R | A  | 2R | 4R | 1R | 4R | 2R | SF | QF | A  | SF | SF | QF | 1R | 1R  | 4R | 4R | 2R | 2R  | 1R  | 0 / 18 |
| Roland Garros | A  | 3R | 1R | 1R | 2R | A  | 1R | A  | 4R | A  | A  | A  | 4R | A  | A   | A  | 1R | 4R | 2R  | A   | 0 / 10 |
| Wimbledon | A  | 2R | 4R | 2R | 2R | A  | A  | 2R | 2R | 1R | 2R | 2R | 4R | 3R | A   | 1R | 2R | 2R | 1R  | A   | 0 / 14 |
| US Open | A  | A  | 2R | A  | 4R | 2R | 4R | 3R | 2R | 3R | 2R | 2R | 1R | 2R | A   | 1R | 1R | A  | A   | A   | 0 / 12 |
| Rànquing a final d'any |    |    |    |    |    |    | 29 | 26 | 8  | 47 | 18 | 18 | 22 | 20 | 100 | 75 | 31 | 77 | 142 | 405 |        |
| Llegenda: G: Guanyador; F: Finalista; SF: Semifinalista; QF: Quarts de final; Q: Qualificació; A: Absent; RR: Round Robin; NC: No celebrat |    |    |    |    |    |    |    |    |    |    |    |    |    |    |     |    |    |    |     |     |        |

### Dobles masculins
| Open d'Austràlia | A  | 3R | F  | 3R | 3R | F  | QF | G  | A  | SF | F  | QF | A  | 1R | 3R | G  | 2R | QF | 1R  | 2 / 16 |
| Roland Garros | 2R | 2R | 3R | 4R | A  | 1R | A  | F  | A  | A  | A  | A  | A  | A  | A  | 3R | 1R | 2R | A   | 0 / 9  |
| Wimbledon | 2R | 2R | 3R | SF | A  | A  | QF | 2R | A  | F  | F  | SF | QF | A  | 1R | 1R | QF | QF | 1R  | 0 / 14 |
| US Open | A  | 2R | A  | 3R | QF | QF | QF | A  | 2R | 1R | 1R | 3R | A  | A  | 1R | A  | A  | A  | 2R  | 0 / 10 |
| Rànquing a final d'any |    |    |    |    |    |    |    |    |    |    |    |    |    |    |    | 35 | 26 | 39 | 161 |        |
| Llegenda: G: Guanyador; F: Finalista; SF: Semifinalista; QF: Quarts de final; Q: Qualificació; A: Absent; RR: Round Robin; NC: No celebrat |    |    |    |    |    |    |    |    |    |    |    |    |    |    |    |    |    |    |     |        |

## Guardons
- Medalla de l'Orde d'Austràlia (1992)
- Australian Sports Medal (2000)